# Elektriciteitscentrale Hirschfelde
Elektriciteitscentrale Hirschfelde (Kraftwerk Hirschfelde, Kraftwerk Friedensgrenze ) was een thermische kolencentrale in Hirschfelde, Duitsland.
De centrale lag nabij de Poolse grens en bestond uit twee onderdelen. De brandstof bruinkool werd betrokken uit de nabije Poolse bruinkoolmijn Turów, later uit de Duitse (verdwenen) dagbouw Berzdorf, Olbersdorf en Niederlausitz. Vanaf 1992 werd de centrale stilgelegd, om daarna een museum te worden. In dat jaar werden het machinehuis II met zijn technische installaties en het administratiegebouw onder monumentenzorg geplaatst. Door de bouwvalligheid van het machinehuis moest in juni 2017 het energiecentralemuseum worden gesloten.

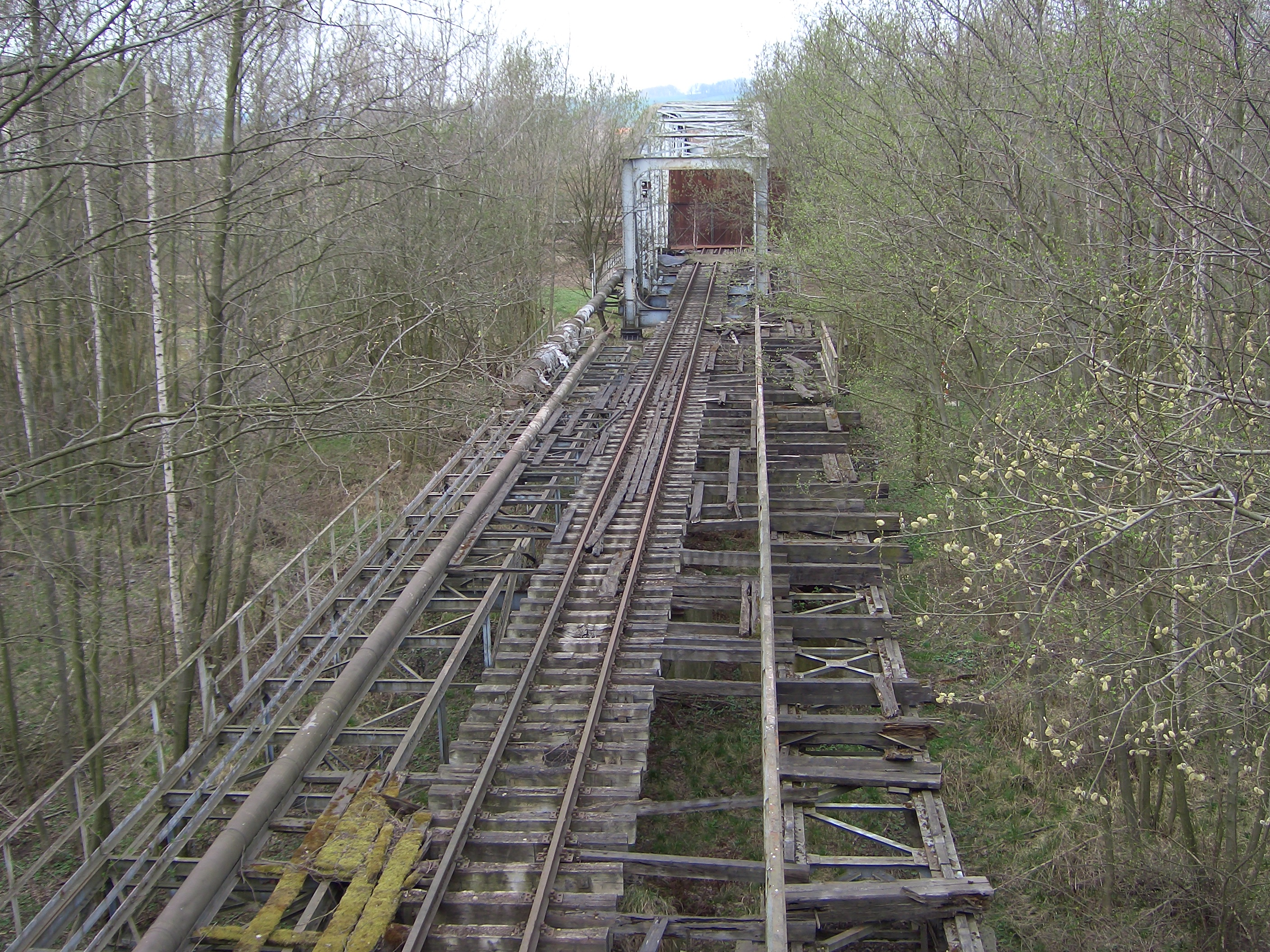
Zicht op de in 2009 afgebroken asbrug vanuit Polen. Tot de jaren tachtig werd de as met wagons over de brug vervoerd van de energiecentrale Hirschfelde naar de dagbouwmijn Turów om daar te worden gestort. (2007)